# Беријев Бе-4
Беријев Бе-4или КОР-2 (рус. Бериев Бе-4/КОР-2) је хидроавион који је пројектовала и израдила компанија ОКБ Бериев (ТАНТК Бериев). Пројектован је као извиђачки авион са 2 до 3 члана посаде а служио је и за корекцију ватре поморске и обалске артиљерије као и за заштиту тешких ратних бродова од непријатељских подморница. Био је то једномоторни хидроавион са радијалним деветоцилиндричним мотором Швецов М-62. Првенствена намена му је била да се може катапултирати са тешких ратних бродова (крстарице и бојни бродови).

## Пројектовање и развој
Пројект извиђачког хидроавиона предвиђен за катапултирање са бојних бродова одобрен је 9. јуна 1939. године, а 31. јула 1939. године је пребачен у ОКБ Бериев Таганрог. Идејни пројекат је завршен 7. августа. У овој коначној форми, КОР-2 (касније Бе-4) је био чамац високог профила са стубом и ваздушно хлађеним мотором М-63. Главни пројектант овог авиона је био Георгиј Михајлович Беријев. У јесен 1940. први прототип КОР-2 је завршен и послат на летна испитивања. Авион је 8. октобра извршио свој први лет. Неколико месеци је потрошено на фино подешавање и припрема за државне тестове. Ову завршну проверу квалитета новог извиђачког авиона извршило је особље Института за војна истраживања Ратне морнарице у Севастопољу у периоду од 2. до 18. фебруара 1941. године.
Паралелно са радом на авиону решавао се и проблем са катапултирањем. ОКБ Берлиев је имао искуства са својим претходним авионом КОР-1. Међутим због тога што је  авион КОР-2 био знатно тежи захтевао је нови појачани катапулт. Лењинградски погон опреме за дизање и транспорт направио је катапулт, ЗК-2Б који је био специјално прилагођен за авион КОР-2.

## Технички опис
Технички опис направљен на основу извора
Конструкција трупа хидроавион Бе-2 је потпуно метални чамац моноплан направљен по шеми летећег чамца са парасол крилом на пилону и кратким подупирачима. На средишњем делу крила налазила се гондола са мотором. У предњем делу трупа налазио се кокпит за пилота и радиооператера који је у исто време био и стражњи стрелац. Кабина се грејала топлотом издувних гасова мотора. Авион је имао могућност уградње дуплих команди за управљање авионом.
За погонску јединицу на експерименталном КОР-2 изабран је једноредни ваздушно хлађени радијални мотор М-63 снаге 1100 КС. са трокраком металном вучном елисом. У гондоли мотора, која је лоцирана у средишњи део крила, налазе се резервоари за гориво и резервоар за уље. Додатни резервоари за гориво су накнадно уграђивани у труп авиона како би се повећао радијус дејства што је за поморске авионе веома значајна карактеристика. У серијски произведене хидроавионе Бе-4 уграђиван и су мотори Швецов М-62 са једностепеним компресором.
Крилo се састоји из три дела, средишњи део и два конзолна дела крила. Конзолни делови крила се могу лако склопити и расклопити како би на броду заузимали што мање простора. Угао монтаже конзолних делова крила је 5 степени на доле. Гледано спреда, крило изгледа као "обрнуто галеб крило" и ослања се на пилон, који је структурно интегралан са чамцем. На крилним конзолама су са доње стране причвршћена два неувлачива потпорна пловка. Обрнуто галеб крило је омогућило да држачи попторних пловака буду што је могуће краћи.
Пловци су металне конструкције и подељени су водонепропусним преградама у три одељка. Да би се смањила брзина слетања, на крилу су били уграђени закрилци. Елерони су имали конструкцију од дуралуминијума а пресвлаку од платна.
Репне површине вертикални стабилизатор и кобилица (труп) чине једну целину и потпуно су метални. Хоризонтални стабилизатори се налазе на половини висине вертикалног стабилизатора и конзолно су причвршћени за њега. Кормило правца и дубине имају метални оквир и облогу од платна. Кормила су опремљена тримерима и имају аеродинамичку компензацију и балансирање тежине. Управљање кормилом правце се обавља механичким полугама а кормилима дубине као и тримерима се управља помоћу челичних сајли.
Стајни трап има три точка два су напред испод крила а трећи је точак који се налази испод репа авиона. Точкови стајног трапа код овог авиона служе уместо колица за извлачење хидроавиона на суво тло. Овај авион није амфибија која је у стању да слеће и полеће и са сувог тла и водених површина. По поринућу хидроавиона Бе-4 у воду, ноге стајног трапа које су причвршћене за бокове трупа се скидају, да не праве додатни отпор авиону при кретању по води или лету кроз ваздух.

## Наоружање
Авион је био наоружан са једним мобилним митраљезом ШКАС калибра 7,62 mm који се налазио у другом кокпиту на обртном постољу којим је руковао извиђач-стрелац.
| Наоружање авиона: Беријев Бе-4 |                 |
| Ватрено (стрељачко) наоружање  |                 |
| Топ                            |                 |
| Митраљез                       |                 |
| Број и ознака митраљеза        | 1 х ШКАС (моб.) |
| Број метака                    | 1 х 1.000 ком   |
| Калибар                        | 7,62            |
| Бомбардерско наоружање (бомбе) |                 |
| Класичне авио бомбе            | 4 х 100         |
| Укупна маса                    | 400             |
| Број тачака за подвешавање     | 4               |
| Ракетно наоружање (ракете)     |                 |

## Верзије
Није било различитих верзија ових авиона

## Оперативно коришћење
Теститање катапултирања прототипа авиона Бе-4 са катапулта ЗК-2Б монтираног на баржу обављено је од 23. јула до 6. августа 1941. Први серијски авион Бе-2 завршен је 11. августа 1941. године. Све се ово одвијало филмском брзином јер је рат већ почео. У току 1941 и 1942. године произведено је свега 6 абиона Бе-4. Прекид производње авиона Бе-4 се десио 1943. године кад је дошло до пресељењем фабрике авиона у Краснојарск где је у току 1944 и 1945 произведено још 38 ових авиона.
Мада су авиони Бе-4 намењени као бродски извиђачки авиони у току рата су се најчешће користили као базни обалски извиђачи и то на свим морима (Црном мору, Балтику, Северном мору и на Пацифику). Велики допринос ових авиона је био у заштити обале, потрага за непријатељским подморницама и плутајућим минама. Совјетски свез је у току рата имао свега 6 крстарица које су биле опремљене катапултима за извиђачке авиона. После рата ове авионе су потиснули хеликоптери у функцији бродских извиђача, јер њима нису били потребни гломазни уређаји за катапултирање авиона.

## Земље које су користиле авион
- СССР